# Linda Kozlowski
Pour les articles homonymes, voir Kozlowski.
Linda Kozlowski (née le 7 janvier 1958 à Fairfield, Connecticut) est une actrice américaine d'origine polonaise.

## Biographie
Linda Kozlowski a épousé l'acteur Paul Hogan, son partenaire dans Crocodile Dundee, le 5 mai 1990. Ils ont engagé une procédure de divorce en octobre 2013 et qui a été prononcée le 23 juillet 2014. Ils s'étaient rencontrés sur le tournage du 1er film de la série en 1986 qui en compte 3 maintenant. Ils ont eu un fils, Chance, en 2001.

## Duo Paul / Linda
Paul Hogan a fait quatre films avec sa femme Linda Kozlowski
- 1986 : Crocodile Dundee
- 1988 : Crocodile Dundee 2
- 1990 : Un ange... ou presque
- 2001 : Crocodile Dundee 3

## Filmographie
- 1985 : Mort d'un commis voyageur (Death of a Salesman)
- 1986 : Crocodile Dundee
- 1988 : Pass the Ammo
- 1988 : Crocodile Dundee 2
- 1988 : Favorite Son (en)
- 1990 : Un ange... ou presque
- 1993 : The Neighbor
- 1994 : Backstreet Justice
- 1994 : Zorn (téléfilm)
- 1995 : Le Village des damnés
- 1996 : Shaughnessy
- 2001 : Crocodile Dundee 3

## Voix françaises
- Béatrice Delfe dans :
  - Crocodile Dundee
  - Crocodile Dundee 2
  - Un ange... ou presque
- Emmanuelle Bondeville dans Mort d'un commis voyageur
- Ivana Coppola dans Crocodile Dundee 3